# A61 (Groot-Brittannië)
De A61 is een 187 km lange hoofdverkeersweg in Engeland.
De weg verbindt Thirsk via Leeds, Sheffield en Alfreton met Derby.

## Hoofdbestemmingen
- Harrogate
- Leeds
- Wakefield
- Barnsley
- Sheffield
- Dronfield
- Chesterfield
- Ripley
- Alfreton
- Derby

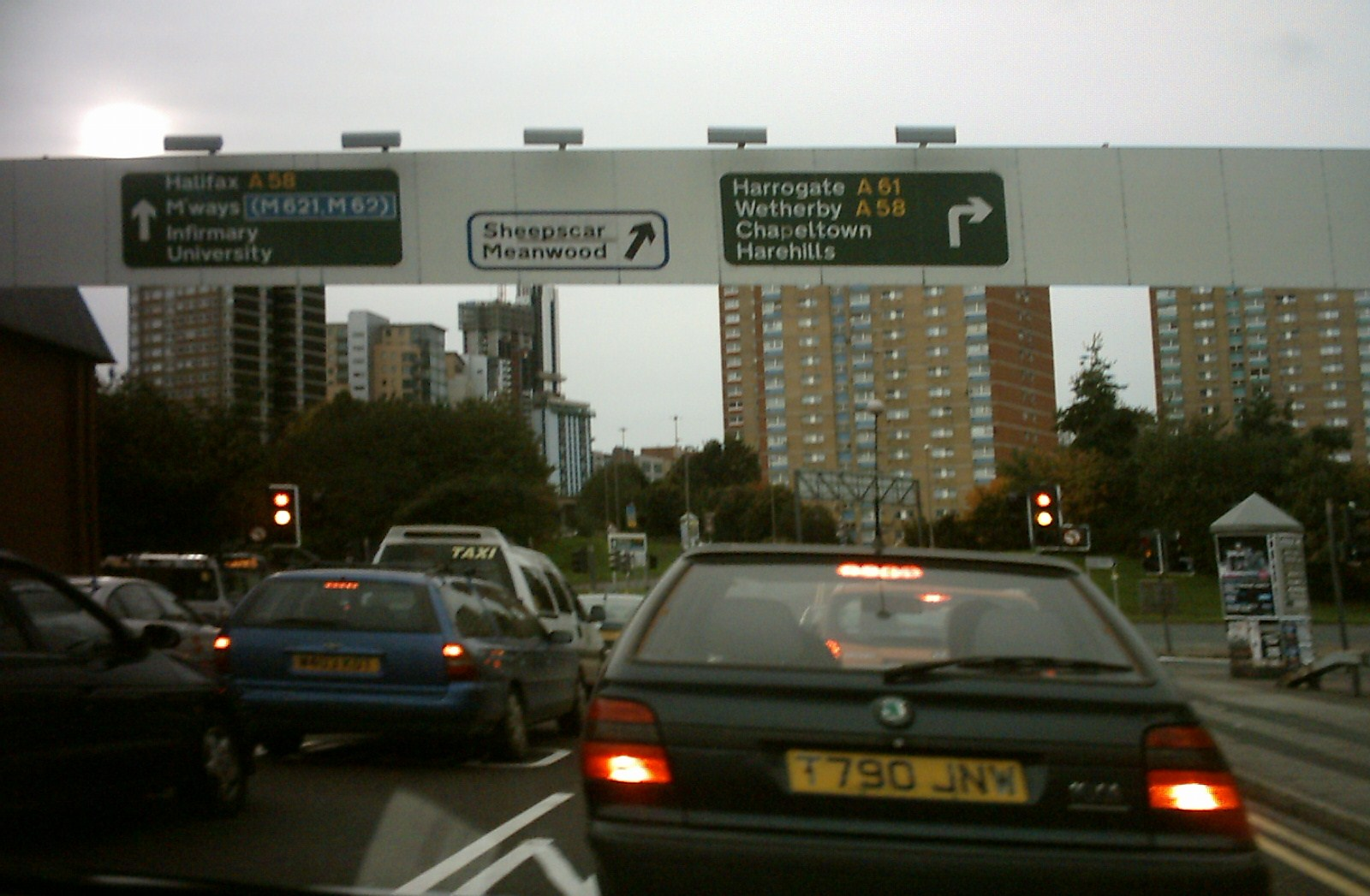
De A61 bij de Sheepscar Interchange
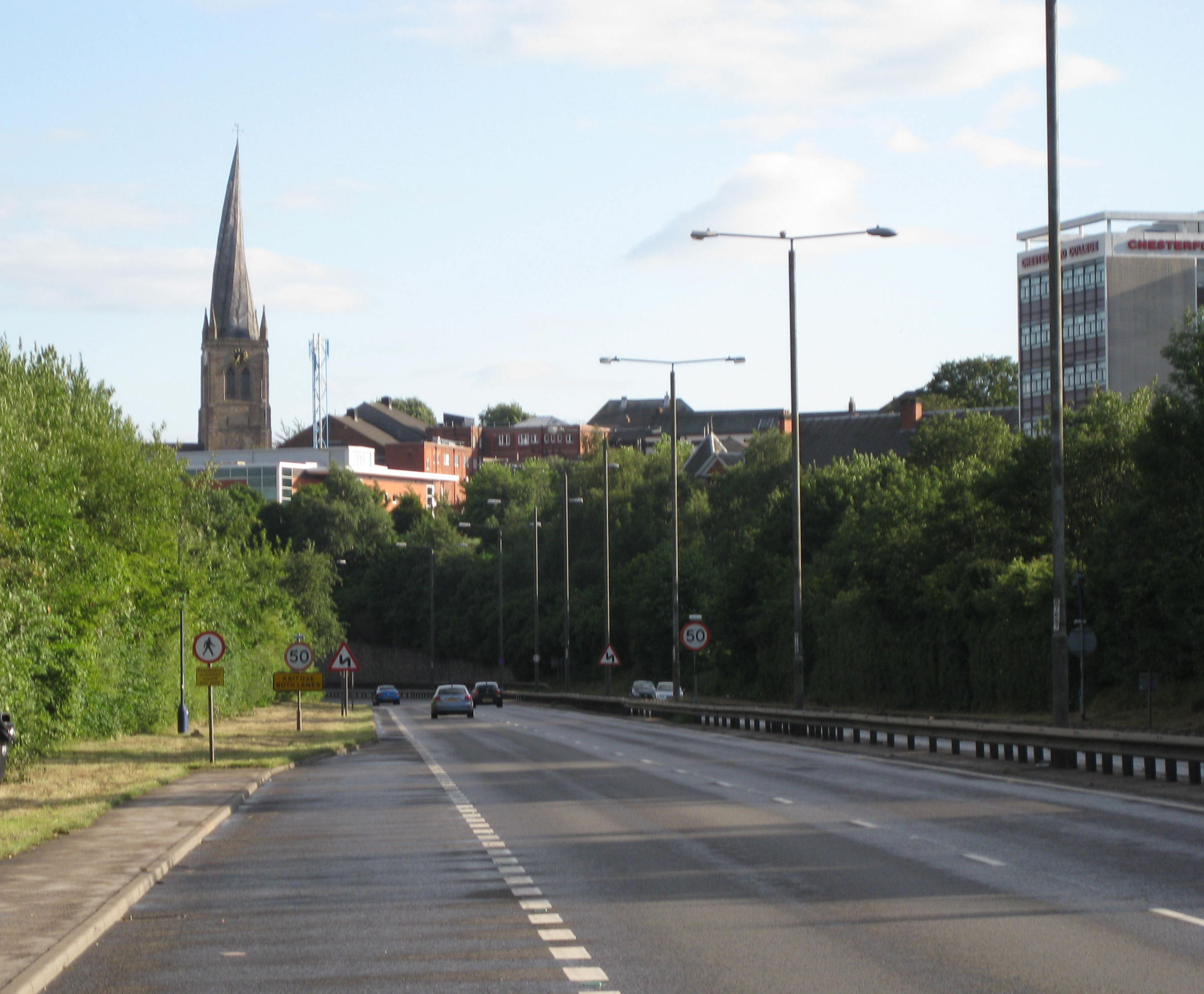
in zuidelijke richting door Chesterfield